# Edward Taylor (ekonomista)

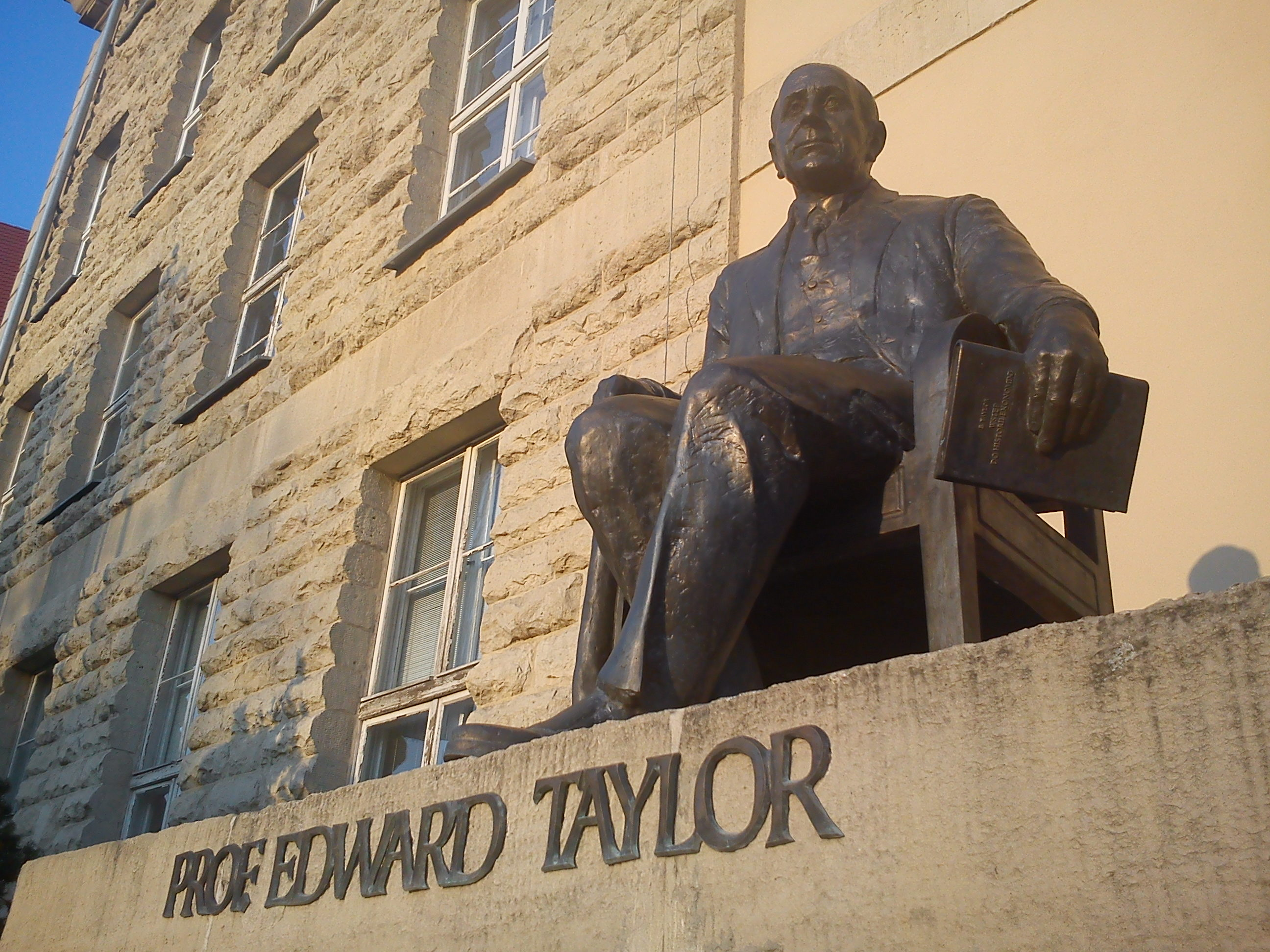
Pomnik przy gmachu Uniwersytetu Ekonomicznego w Poznaniu

Edward Taylor (ur. 28 września 1884 w Kielcach, zm. 9 sierpnia 1964 w Poznaniu) – polski ekonomista, twórca tzw. Poznańskiej szkoły ekonomicznej, organizator studiów ekonomicznych i prawa skarbowego na Uniwersytecie Poznańskim, przeciwnik etatyzmu i zwolennik indywidualizmu gospodarczego, przedstawiciel neoklasycznej szkoły w ekonomii, działacz narodowy, publicysta walczący o wolność gospodarczą i rozwój klasy średniej, radny w radzie miejskiej Poznania (1930–1932), tłumacz klasyki ekonomii (w tym J.S. Milla).

## Działalność naukowa
Od 1919 był długoletnim profesorem Uniwersytetu im. Adama Mickiewicza w Poznaniu i Akademii Handlowej w Poznaniu, a po 1945 wykładał ekonomię polityczną na Uniwersytecie Łódzkim. Założył i zorganizował studia ekonomiczne na uniwersytecie w Poznaniu, oraz – co stanowiło novum – na wydziale prawa. Jego działalność na uczelni, jak i pisarska, charakteryzująca się wielką charyzmą, intelektualnym zdyscyplinowaniem i niekonwencjonalnością, zyskała wysoką renomę dla Uniwersytetu oraz przysporzyła Taylorowi miano autorytetu naukowego.
Ze spółdzielczości jako pierwszy w Polsce stworzył dyscyplinę naukową. Udzielał się m.in. w ruchu spółdzielczym oraz Izbie Przemysłowo-Handlowej, która w 1926 założyła – m.in. za jego pośrednictwem – Wyższą Szkołę Handlową. W 1918 współtworzył Towarzystwo Ekonomistów i Statystyków Polskich (współtworzące potem PTE), a od 1922 redagował serię Poznańskie Prace Ekonomiczne, gdzie publikował najlepsze dysertacje swych uczniów. Od 1921 filister honoris causa, protektor i kurator z ramienia senatu Uniwersytetu Poznańskiego Korporacji Akademickiej „Baltia”. W 1945 należał do grona współzałożycieli Polskiego Towarzystwa Ekonomicznego, a od 1930 był członkiem korespondentem Polskiej Akademii Umiejętności (od 1946 członek czynny). Od 1946 był również członkiem Towarzystwa Naukowego Warszawskiego.
Jego rozprawa habilitacyjna O istocie współdzielczości, powstała w latach I wojny światowej, była wznawiana jeszcze po 1945, zasługuje na miano znakomitej monografii tego ruchu. W 1919 ukazała się Statyka i dynamika w teorii ekonomii.
Między 1924 a 1926 zajmował się inflacją w Polsce i opublikował w tym czasie: Inflacja polska (1926) i Druga inflacja polska (1926). Wniósł także znaczny wkład do teorii ekonomii (ekonomika teoretyczna) oraz przyczynił się do utworzenia poznańskiego ośrodka myśli ekonomicznej. Zajmował się również historią myśli politycznej, polityką ekonomiczną i przemysłową (O istocie współdzielczości, Historia rozwoju ekonomiki).
Jego główne prace: Wstęp do ekonomiki (tomy 1-2, 1936–1938), Teoria produkcji (1947), Historia rozwoju ekonomiki (tomy 1-2, 1957–1958). Był encyklopedystą. Został wymieniony w gronie edytorów trzytomowej Podręcznej encyklopedii handlowej wydanej w 1931 w Poznaniu .

## Działalność polityczna
Edward Taylor przed odzyskaniem niepodległości działał w organizacji filomackiej „Zet”. Od tego czasu był przyjacielem Romana Dmowskiego. Był członkiem Ligi Narodowej. Do wybuchu II wojny światowej należał do Narodowej Demokracji. W latach 1921–1924 był członkiem Rady Naczelnej Związku Ludowo-Narodowego. Wypowiadał się krytycznie nt. przewrotu majowego i rządów sanacji.

## Kurator Korporacji Akademickiej
Uczestnik licznych spotkań na początku lat 20. z dr. Romanem Dmowskim, dr. Czesławem Meisnerem, dr. Heliodorem Święcickim, dr. Kazimierzem Hącią, dr. Kazimierzem Bajońskim i wydawcą Jarosławem Leitgeberem z udziałem zaproszonych profesorów i wyższego duchowieństwa. W wyniku tych spotkań, na których gościli byli Filomaci Pomorscy, a ówcześni członkowie Akademickiego Koła Pomorskiego, zdecydowano poprzeć ideowe i programowe założenia Polskich Korporacji Akademickich zrzeszonych w Związku Polskich Korporacji Akademickich, z jednoczesnym zamiarem upowszechnienia ich korzystnego, rodzimego, narodowego wizerunku w polskim społeczeństwie. W rezultacie tych dążeń rychło zawiązała się jedna z najprężniejszych tego rodzaju organizacji Korporacja Studentów Uniwersytetu Poznańskiego „Baltia”. W skład pocztu honorowego „Baltii” weszli niektórzy uczestnicy tych spotkań, ludzie z kręgu najbliższych przyjaciół Romana Dmowskiego, starsze pokolenie filomatów pomorskich, m.in. dr Kazimierz Bajoński, dr Edward Taylor, a także Jan Kasprowicz, gen. Józef Haller, ks. Józef Prądzyński, Stefan Łaszewski oraz wielu innych działaczy niepodległościowych i narodowych, na czele z Protektorem Korporacji Filistrem h.c. Romanem Dmowskim.
Został pochowany na Cmentarzu Junikowo w Poznaniu.

## Życie prywatne
Z małżeństwa zawartego w 1911 z Wandą Wybranowską miał czterech synów:
- Leona (1913–2000) – doktora praw; adwokata; sędziego Trybunału Stanu; działacza MW i OWP; prezesa 1933/34 i filistra monarchistycznej Korporacji Akademickiej Corona; prezesa Koła Prawników i Ekonomistów w 1934/35;
- Stanisława (1918–1939) – studenta Politechniki Lwowskiej; poległego w kampanii wrześniowej w Puszczy Kampinoskiej;
- Jana (ur. 1925) – inżyniera elektryka;
- Karola (1928–1997), polskiego biochemika; profesora i rektora Uniwersytetu Gdańskiego, założyciela i organizatora Wydziału Biologii.

Jego wnukiem (synem Leona) jest Jacek Taylor.

## Prace Edwarda Taylora
- Wstęp do ekonomiki, przedmową opatrzył Wacław Wilczyński, Wydawnictwo PTPN, Poznań 2004
- Przyczyny spadku złotego, „Ruch Prawniczy, Ekonomiczny i Socjologiczny”, 1927, s. 59–72.